# Chinesisches Polarforschungszentrum

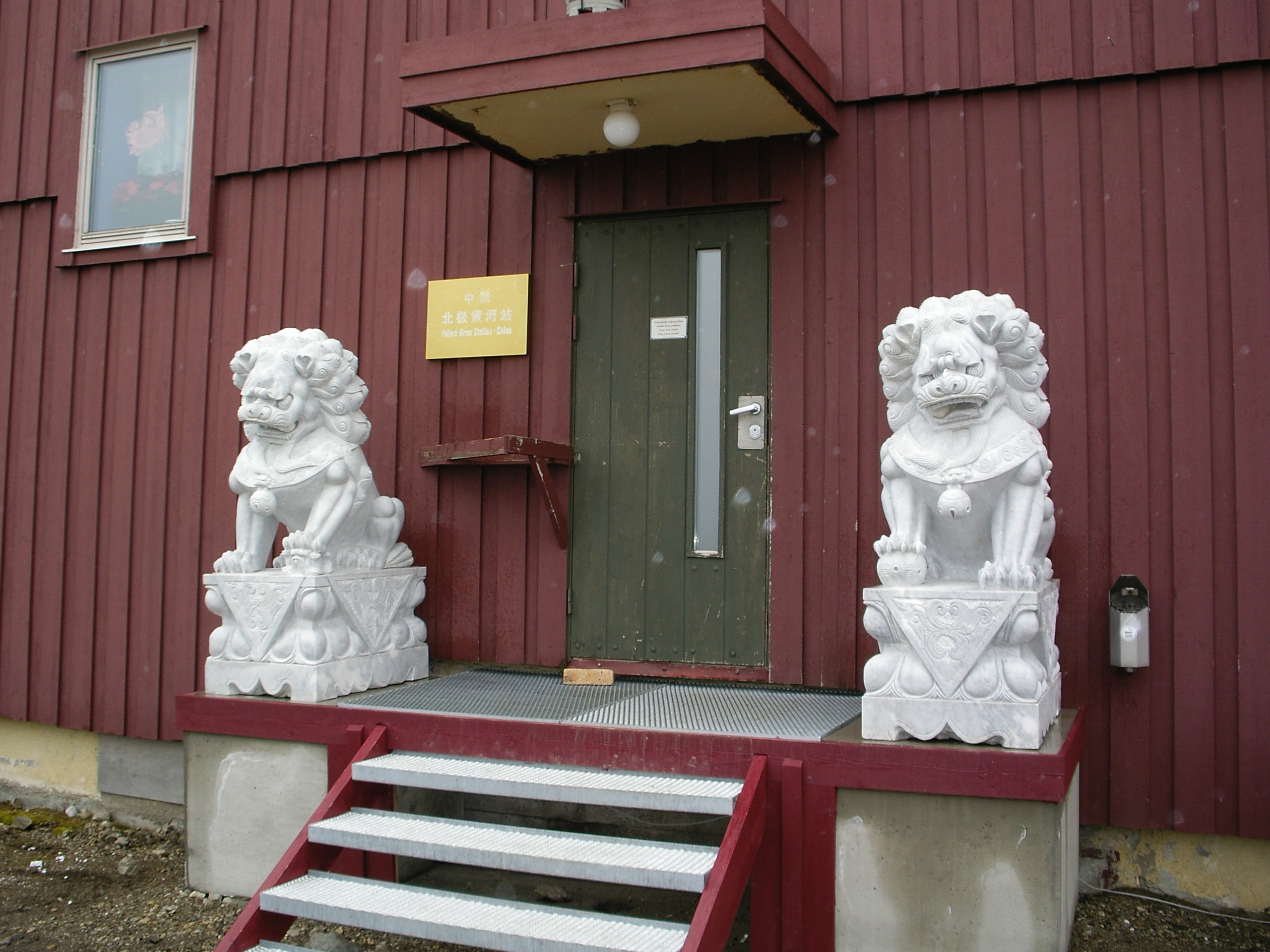
Die Huanghe-Station in Ny-Ålesund, Spitzbergen

Das Chinesische Polarforschungszentrum (chinesisch 中国极地研究中心, Pinyin Zhōngguó Jídì Yánjiū Zhōngxīn), kurz „Polarzentrum“ (极地中心), im Ausland auch unter dem alten Namen Polar Research Institute of China bzw. „PRIC“ bekannt, ist eine Gemeinnützige Einrichtung 1. Ordnung unter der Aufsicht des Ministeriums für natürliche Ressourcen der Volksrepublik China, die mehrere Forschungsstationen in der Arktis und Antarktis sowie die zu ihrer Unterstützung nötigen Eisbrecher, Hubschrauber etc. betreibt. Sein Hauptsitz befindet sich im Straßenviertel Hudong Xincun des Stadtbezirks Pudong von Shanghai. Die Heimatbasis der Eisbrecher befindet sich in der Großgemeinde Caolu, ebenfalls Pudong, am Ufer des Jangtsekiang. Leiter des Zentrums ist seit dem 1. Juni 2020 der Weltraumphysiker Liu Shunlin (刘顺林, * 1968).

## Geschichte
Am 8. Juni 1983 trat die Volksrepublik China dem Antarktis-Vertrag bei und man begann mit den Planungen für ein Polarforschungsinstitut. Am 20. April 1984 beantragten die Nationale Kommission für Antarktisforschung (国家南极考察委员会) und die damals der Marine der Volksrepublik China unterstehende Staatliche Ozeanverwaltung bei der damaligen Staatskommission für Wissenschaft und Technologie formal, ein „Chinesisches Polarforschungsinstitut“ (中国极地研究所) zu gründen. Am 31. Mai 1984 genehmigte die Staatskommission die Einrichtung des Instituts unter dem Dach der Ozeanverwaltung, als Institutssitz wurde Shanghai festgelegt.
Während man noch mit organisatorischen Vorarbeiten befasst war, brachen 591 Männer und Frauen am 20. November 1984 mit zwei Schiffen zum Südpol auf und bauten auf der King George Island die Große-Mauer-Station. 45 Tage nach der Ankunft, am 14. Februar 1985, war die Station fertiggestellt.
Unterdessen wurde Anfang 1985 der Meeresphysiker Dong Zhaoqian (董兆乾, * 1940), der von Januar bis März 1980 mit einer australischen Expedition als einer der ersten beiden Chinesen in der Antarktis war, vom 2. Meeresforschungsinstitut der Staatlichen Ozeanverwaltung in Hangzhou nach Shanghai versetzt, um den Bau des Polarforschungsinstituts voranzutreiben.
Nach fast vierjährigen Planungsarbeiten war am 14. September 1988 die Grundsteinlegung im damaligen Straßenviertel Xiepulu (歇浦路街道) am Südostufer des Huangpu Jiang.
Ein Jahr später, am 10. Oktober 1989 wurde der Gebäudekomplex mit einer Grundfläche von 32.331 m² eingeweiht.
Dies gilt heute als Gründungstag des Chinesischen Polarforschungszentrums.
Bereits am 26. Februar 1989 war die Zhongshan-Station in der Ostantarktis als zweite chinesische Polforschungsstation eröffnet worden, aber erst am 5. Januar 1990 genehmigte die Staatliche Ozeanverwaltung die Statuten des Instituts und einen Personalstand von 50 Personen. Das Institut sollte im Zusammenhang mit der Antarktis stehende Forschungsprojekte durchführen, hierfür die Arbeitspläne der während des Polarsommers rund 100 Wissenschaftler in den beiden Forschungsstationen gestalten, deren Ergebnisse auswerten und vom Südpol zurückgebrachte Bohrkerne etc. aufbewahren. Am 19. April 1993 ging die Zuständigkeit für die Staatliche Ozeanverwaltung und damit auch das Chinesische Polarforschungsinstitut von der Marine an die Staatskommission für Wissenschaft und Technologie über, am 10. März 1998 dann an das damalige Ministerium für Bodenressourcen.
Im weiteren Verlauf erhielt das Polarforschungsinstitut immer mehr Kompetenzen. Am 31. März 1999 wurde ihm die Verantwortung für den im Oktober 1994 in Dienst gestellten Eisbrecher Xue Long übertragen, am 25. Januar 2002 die Verwaltung und Logistik für die beiden Stationen in der Antarktis. Um seine gesteigerte Bedeutung zum Ausdruck zu bringen, wurde das Institut im Januar 2003 in „Chinesisches Polarforschungszentrum“ umbenannt, die Zahl der Planstellen wurde auf 145 erhöht. Es wurde dem Institut gestattet, für die Interaktion mit anderen Einrichtungen und im internationalen Austausch den alten Namen weiterzuverwenden. Nachdem am 27. Januar 2009 rund 1260 Kilometer südlich der Zhongshan-Station im Inneren des antarktischen Kontinents die Kunlun-Station eröffnet worden war, wo während des Polarsommers 20 Wissenschaftler Forschungen zu Glaziologie, Astronomie, Geophysik und Atmosphärenwissenschaften durchführen, wurde im September 2010 die Zahl der Planstellen beim Polarforschungszentrum in Shanghai auf 230 erhöht.
Im November 2018 wurde das Chinesische Polarforschungszentrum auf Anordnung des am 17. März 2018 umorganisierten Ministeriums für natürliche Ressourcen aus der Zuständigkeit der Staatlichen Ozeanverwaltung herausgelöst und als Gemeinnützige Einrichtung 1. Ordnung (公益一类事业单位) dem Ministerium direkt unterstellt. Damit hat das Polarforschungszentrum nun den gleichen Status wie Büchereien und Museen.
Das Chinesisches Polarforschungszentrum hat bisher fünf Forschungsstationen in der Antarktis errichtet. 2025 wurde bekannt gegeben, das China eine sechste Forschungsstation im Marie-Byrd-Land errichten möchte. Die Station, die in den Sommermonaten bis zu 25 Forscher beherbergen soll, soll 2027 eröffnet werden.

## Struktur
Neben der Verwaltung mit der Finanzabteilung, dem Personal- und Pensionistenbüro und dem Büro für Regeltreue besitzt das Chinesische Polarforschungszentrum sowohl Betriebs- als auch Forschungsabteilungen. Zu den Betriebsabteilungen zählten 2023:
- Polarinformationszentrum (极地信息中心)
- Große-Mauer-Station, Antarktis (南极长城极地生态国家野外科学观测研究站)
- Zhongshan-Station, Antarktis (南极中山冰雪和空间特殊环境与灾害国家野外科学观测研究站), betreut auch die Kunlun-Station und das Lager Taishan[19]
- Qinling-Station, Antarktis
- Huanghe-Station, Arktis (北极黄河地球系统国家野外科学观测研究站), betreut auch das Chinesisch-Isländische Arktisobservatorium in Kárhóll, Gemeinde Þingeyjarsveit[20]
- Schiffs- und Flugzeugverwaltung (船舶与飞机管理处), betreut die Eisbrecher Xue Long und Xue Long 2, die Hubschrauber Xueying 102 und Xueying 301 sowie das zweimotorige Propellerflugzeug Xueying 601[21]

Im Aufbau begriffen waren 2023 ein Labor für Polarpolitik, ein Zentrum für Polarökologie, ein Zentrum für polare Ingenieurprojekten ein Zentrum für Polardaten sowie eine dritte permanent besetzte Forschungsstation an der Küste des Rossmeers, nämlich die Qinling-Station.
Als Forschungsabteilung war am Chinesischen Polarforschungszentrum das Schwerpunktlabor des Ministeriums für natürliche Ressourcen für Polarwissenschaften (自然资源部极地科学重点实验室) angesiedelt. Im Aufbau begriffen waren ein Forschungsinstitut für Polareis und -schnee sowie Klimawandel, ein Forschungsinstitut für den Schutz der Polarökologie und ein Forschungsinstitut für Weltraumphysik und Astronomie in den Polgebieten.
Eine Gruppe von Wissenschaftlern der Sternwarte am purpurnen Berg, Nanjing, reiste mit der 39. Antarktisexpedition 2022/2023 zur Kunlun-Station, um auf dem Dome A einen Standort für ein Terahertz-Observatorium zu suchen.

## Zeitschriften
Das Chinesische Polarforschungszentrum gibt zwei Zeitschriften heraus:
- „Polarforschung“ (极地研究, englisch Chinese Journal of Polar Research), 1988 und 1989 halbjährliche Erscheinungsweise, seit 1990 vierteljährlich.[25]
- Advances in Polar Science, 1990–2010 halbjährliche Erscheinungsweise, seit 2011 vierteljährlich.[26]

## Polararchiv
Am 1. August 1990 wurde in den Räumen des damaligen Polarforschungsinstituts das Polararchiv (极地档案馆) eröffnet, wo alle Akten bezüglich der chinesischen Polarforschung aufbewahrt und katalogisiert sind und diesbezügliche Anfragen beantwortet werden. Außerdem werden dort auch die von den Expeditionen zurückgebrachten Bodenproben, Tierpräparate etc. aufbewahrt, die Expeditionsfahnen, Kleidung der Expeditionsteilnehmer, während der Expeditionen gemalte Bilder und Kalligrafien, alle vom Institut bzw. Polarforschungszentrum herausgegebenen Publikationen sowie Fachliteratur zur Polarforschung. Im Oktober 2021 umfasste der Bestand des Archivs etwa 5000 Akten (ohne Buchhaltungsakten, aber einschließlich der Bauakten von Stationen und Forschungsschiffen), gut 25.000 Fotos, Videomaterial und mehr als 500 Erinnerungsstücke.